# Robert Mealy
Robert Mealy (Berkeley, ...) è un violinista e docente statunitense specializzato nella musica antica e nel violino barocco.

## Biografia
Ha una posizione congiunta presso la Yale School of Music e il Dipartimento di musica dell'Università Yale, dove dirige lo Yale Collegium Musicum e tiene lezioni di retorica musicale ed esecuzione storicamente informata. Ha registrato oltre 50 CD di musica antica, che vanno da Ildegarda di Bingen con Sequentia, a consorzi  rinascimentali con la Camerata di Boston, a opere di Rameau con Les Arts Florissants. A casa a New York è spesso direttore e solista con il New York Collegium, la Early Music di New York, la Clarion Music Society e l'ARTEK ensemble di musica antica.
Mealy iniziò ad esplorare la musica antica al liceo, prima con il collegium musicumdell'Università della California - Berkeley e poi con l'orchestra barocca al  Royal College of Music di Londra. Mentre era ancora studente all'Università di Harvard, gli fu chiesto di unirsi all'orchestra barocca canadese Tafelmusik. Da allora ha registrato e suonato con molti gruppi di musica antica, tra cui Sequentia, Ensemble Project Ars Nova, Newberry Consort, Folger Consort, Les Arts Florissants e Handel and Haydn Society. Ha fatto un tour con il Mark Morris Dance Group e ha accompagnato Renée Fleming al David Letterman Show.
Mealy è stato primo violino della Boston Early Music Festival Orchestra dal 2004 e li ha diretti in spettacoli, in una registrazione vincitrice di un Grammy di Descente d'Orphée aux enfers e La couronne des fleurs di Charpentier, registrazioni di Psyché e Thésée di Lully nominate per il Grammy ed altre registrazioni tra cui Niobe di Steffani, Acis è Galatea di Händel e Ariadne, di Conradi, come pure nella prima moderna del Boris Godunov di Mattheson.
Devoto musicista da camera, è membro del gruppo di violinisti del Rinascimento The King's Noyse e del gruppo del XVII secolo Quicksilver. Ha lavorato per oltre un decennio come solista strumentale e direttore con la Camerata di Boston. Grazie al suo interesse per i repertori antichi, ha cofondato il gruppo medievale Fortune's Wheel, che è apparso nei festival di musica antica di Boston e Berkeley e nelle prime serie di concerti di musica in tutta l'America, così come al Cloisters e al Frick Museum di New York, il Regensburg Tage Alter Musik e l'International Early Music Festival di Città del Messico.

## Insegnamento
Nel 2009 Mealy entrò nella nuova facoltà di esecuzione storica presso la Juilliard School. Nel giugno 2012 diventò direttore del programma, insegnando anche seminari sulla pratica della esecuzione e sulla musica da camera per gli insegnanti.
Nel 2008 è stato nominato Professore (Aggiunto) presso l'Università Yale, dove è direttore del Collegio di Yale. A Yale il suo gruppo strumentale, Yale Collegium Players, ha collaborato con Simon Carrington e la Yale Schola Cantorum nelle registrazioni di Biber, Bertali e la Passione secondo Giovanni di Bach, oltre al Magnificat di Bach ed il Magnificat di Mendelssohn. Dirige anche un programma intensivo di studi postuniversitari di un anno sugli strumenti ad arco barocchi. Prima del suo lavoro a Yale, ha fondato e diretto l'Harvard Baroque Orchestra per dieci anni. Nel 2004 ha ricevuto il Binkley Award della Early Music America per "eccezionale insegnamento e cultura", riconoscendo il suo lavoro a Yale e Harvard. Ha inoltre tenuto conferenze e seminari di esecuzione storicamente informata presso le università di Columbia, Brown, Rutgers, Oberlin e U.C. Berkeley. Insegna anche improvvisazione storica e tecnica nei laboratori estivi in Nord America, incluso il Madison Early Music Festival.